# AN/UYK-20

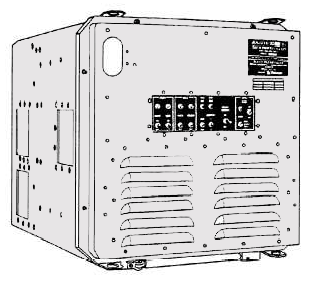
AN/UYK-20の筐体

AN/UYK-20は、UNIVAC（後のユニシス）がアメリカ海軍向けに開発したコンピュータ。AN/UYK-7を補完するミニコンピュータとして、射撃指揮システムなどで広く用いられた。

## 概要
アメリカ海軍では、コンピュータの多角的な活用を図るべく、1971年8月、資材本部（NAVMATCOM）に戦術情報処理システム室（Tactical Automated Data Systems Office, TADSO）を設置した。当時、海軍ではAN/UYK-7の配備を進めていたが、これはメインフレームにあたる大型機であり、TADSOの開設直後より、これよりも手軽に使用できるミニコンピュータについての要請が各部署から殺到した。このようなニーズに対応するために多目的デジタルコンピュータ（All Applications Digital Computer, AADC）の計画も進められてはいたものの、これが実用化されるのは早くとも4年後の見込みであった。
TADSOでは、暫定措置として民間の設計を採用した小型コンピュータの取得を計画し、1972年8月までに仕様書を完成させ、海軍電子システムズコマンド (NAVELEX) に開発を委託した。NAVELEXは、12月には提案依頼書を各社に送付しており、これに応じた提案書を審査した結果、コントロール・データ・コーポレーション、ゼネラル・エレクトリック、レイセオン、そしてUNIVACの4社が仕様に合致していると評価した。このうち最も安い価格を提示したUNIVACに対し、1973年4月に発注がなされ、1974年5月より量産機の納入が開始された。
本機は、アメリカ海軍の制式コンピュータとして初めて16ビットのマイクロプロセッサを採用した。283命令のレパートリーを有しており、主記憶装置（磁気コアメモリ）のサイクルタイムは0.75マイクロ秒、メモリサイズは8－64キロワードとされており、発展型のUYK-20Aでは32－262キロワードに拡張された。また本機では、UYK-7よりも格段に集積回路（IC）化が進められており、筐体高さ0.51メートル×幅0.48メートル×奥行き0.61メートルとかなり小型であるにもかかわらず、UYK-7の初期モデルより高性能ですらあった。要求仕様では平均故障間隔（MTBF）2,000時間とされており、配備当初はこれに遠く及ばず予備機が必要な状況もあったが、1981年には、要求仕様を凌駕する12,096時間を達成した。その後、AN/UYK-7がAN/UYK-43に代替されるのと歩調を合わせて、AN/UYK-44に代替されていった。